# Horadiz
Horadiz est une ville et une commune d'Azerbaïdjan située dans le raion de Fizouli dont elle est de facto le chef-lieu.

## Géographie
La commune est située dans le sud-ouest de l'Azerbaïdjan, près de l'Araxe qui marque la frontière avec l'Iran, et à 20 km au sud-est de Fizouli.

## Histoire
Au cours de la guerre du Haut-Karabagh, Horadiz passe sous le contrôle des forces arméniennes du Haut-Karabagh le 24 octobre 1993 avant d'être reprise par l'armée azerbaïdjanaise le 5 janvier 1994. Elle devient alors le chef-lieu de facto du raion en remplacement de Fizouli, demeurée sous occupation arménienne et obtient le statut de ville le 23 octobre 2007.